# Cafun
Cafun (hebr. ‏צפון‎) – nazwa jedenastego punktu paschalnego sederu.

## Cafun
W czasie żydowskiej Paschy przewodniczący zgromadzenia czuwa nad tym, by uroczystość przebiegała ściśle według porządku. W tym celu posługuje się on specjalną książeczką, „Hagadą Pesachową”. „Hagada” zawiera czternaście głównych punktów, które należy po kolei realizować. Jednym z tych punktów jest „Cafun” – „ukryty”. Hebrajska nazwa tego punktu (צפון) w „Hagadzie” brzmi tak samo, jak druga część hebrajskiej biblijnej nazwy miejscowości „Baal Safon”, naprzeciw której Izraelici rozbili obóz przed przejściem przez Morze Czerwone. Hebrajskie słowo „Cafun”/”Cafon” to „ukryty”/”północ”. Te dwie wersje jednego hebrajskiego słowa różnią się jedynie znakami samogłoskowymi, dodanymi do tekstu biblijnego przez masoretów około VI wieku po Chrystusie (dla porównania: najstarsze fragmenty Księgi Wyjścia i Księgi Liczb zostały napisane około VI wieku przed Chrystusem; najstarsze fragmenty „Hagady” zostały napisane około II wieku po Chrystusie); spółgłoski są tu identyczne.

## Afikoman
W czasie realizacji paschalnego punktu „Cafun” spożywany jest Afikoman, który jest liturgicznym znakiem. Znak ten nie tylko informuje o rzeczywistości, ale również przenosi jego wykonawców do tejże rzeczywistości, jak to jest wyjaśnione w „Hagadzie”: „W każdym pokoleniu człowiek powinien postrzegać siebie, jak gdyby to on sam wyszedł z Egiptu”. Ten liturgiczny znak sprawia, że w ściśle określonym momencie Sederu – gdy każdy z uczestników paschalnej celebracji je Afikoman – wtedy „tu i teraz” paschalna wspólnota rzeczywiście uczestniczy w przejściu Boga i całego Izraela pomiędzy połowami rozciętych wód Morza Sitowia (czyli Morza Czerwonego).
Znaczenie Afikomanu widoczne jest w jego hebrajskim zapisie:
(Afik – dno, Afiko – jego dno, man – manna), który oznacza Dnem jego jest manna. Afikoman to przaśny chleb, niekwaśny jak manna. Izraelici wychodząc w pośpiechu z Egiptu nieśli w dzieżach niezakwaszone ciasto, z którego wypiekali po drodze przaśne placki. Ich marsz trwał bez przerwy przez siedem dni. W czasie nocy z trzeciego na czwarty dzień marszu przeszli po dnie morskim pomiędzy wałem wód przepołowionego Morza Czerwonego. Niosący na swych barkach „mannę” (niezakwaszone ciasto) niejako zasłali dno Morza Czerwonego „manną”, stąd „Afikoman” oznacza „dnem jego [Morza Czerwonego] jest manna”. Ponieważ w czasie tegoż przejścia Izraelici nie mieli do spożywania nic innego prócz niezakwaszonego ciasta, dlatego w czasie Paschy po spożyciu Afikomanu nic już nie wolno spożywać (nic prócz wina z rytualnego kielicha trzeciego i czwartego). Przejście Izraelitów miało miejsce dokładnie naprzeciw miejscowości Baal Safon/Baal Cafun. Spożywany Afikoman jest znakiem, że w tym momencie uczestnicy liturgii paschalnej uczestniczą w przejściu przez przepołowione Morze Czerwone.